# Osečina
Osečina (cyr. Осечина) – miasteczko w Serbii, w okręgu kolubarskim, siedziba gminy Osečina. W 2011 roku liczyło 2704 mieszkańców.